# Nadia Ben Rachid
Nadia Ben Rachid, née le 16 avril 1962 à Paris, est une monteuse de cinéma franco-tunisienne. Elle a travaillé depuis de longues années avec le réalisateur Abderrahmane Sissako. Elle a remporté le César du meilleur montage en 2015 pour le film Timbuktu. Elle est aussi une collaboratrice régulière de Yamina Benguigui et de Anne Aghion. elle a été invitée à être membre de l'Académie des Oscars en 2015.

## Biographie
Nadia Ben Rachid a commencé sa carrière en montant des films sur pellicule 35 mm, avant de passer au montage numérique. En plus du cinéma, elle a réalisé le montage de nombreux documentaires. Elle décrit le processus du montage comme étant la mise en forme de l'idée du réalisateur d'une façon harmonieuse et fluide. Son style de montage est qualifié de « nimble editing » (pouvant être traduit par « montage agile ») par le magazine britannique New Statesman.

## Filmographie
Longs métrages
- 1998 : La Vie sur terre (Life on Earth) d'Abderrahmane Sissako
- 2001 : Inch'Allah dimanche de Yamina Benguigui
- 2002 : El kotbia
- 2002 : En attendant le bonheur d'Abderrahmane Sissako
- 2002 : Gacaca, Living Together Again in Rwanda?
- 2006 : Bamako d'Abderrahmane Sissako
- 2006 : Tendresse du loup de Jilani Saadi
- 2009 : 8 (courts métrages pour le Sommet du Millénaire)
- 2011 : Normal !
- 2012 : Virgin Margarida
- 2013 : Le Challat de Tunis de Kaouther Ben Hania
- 2014 : Timbuktu d'Abderrahmane Sissako
- 2015 : Halal Love d'Assad Fouladkar
- 2016 : Tramontane
- 2017 : La Belle et la Meute de Kaouther Ben Hania
- 2017 : Looking for Oum Kulthum de Shirin Neshat
- 2020 : Sœurs de Yamina Benguigui
- 2024 : Black Tea d'Abderrahmane Sissako

Documentaires
- 1997 : Mémoires d'immigrés, l'héritage maghrébin
- 1999 : Les illuminations de Mme Nerval
- 2002 : Au-delà de Play Time
- 2003 : Les trois vies d'Edouard Chevardnadze
- 2005 : Les prisonniers de Beckett
- 2008 : Ice People
- 2009 : In Rwanda We Say... The Family That Does Not Speak Dies
- 2009 : My Neighbor, My Killer
- 2010 : Les yeux ouverts
- 2010 : Blagues à part
- 2012 : Hercule contre Hermès
- 2012 : Mawsem hisad
- 2013 : Nos seins, nos armes
- 2013 : Tarr Béla, I Used to Be a Filmmaker
- 2013 : Le Facebook de mon père
- 2014 : Internal Combustion
- 2016 : Madame B., histoire d'une Nord-Coréenne
- 2017 : Mr Gay Syria
- 2017 : Letters de Jero Yun et Marte Vold

## Nominations et récompenses
- 1999 : Prix du meilleur montage au Festival panafricain du cinéma et de la télévision de Ouagadougou pour La Vie sur terre
- 2015 : César du meilleur montage pour Timbuktu